# St. Magnus (Eschach)

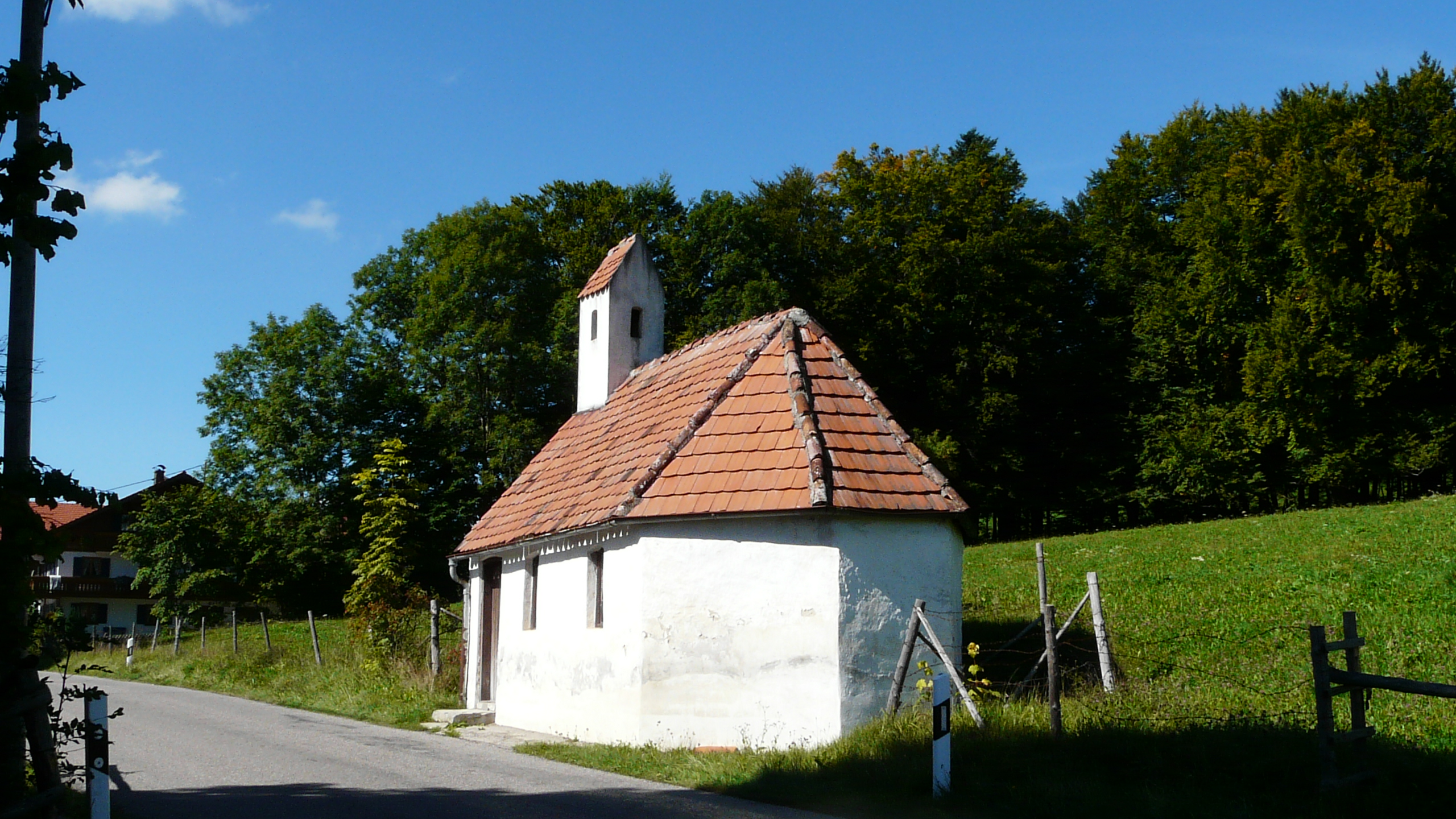
Kapelle St. Magnus in Eschach

Die katholische Kapelle St. Magnus in Eschach, einem Ortsteil der oberbayerischen Gemeinde Bernbeuren im Landkreis Weilheim-Schongau, wurde 1727 erbaut. Die Kapelle an der Hauptstraße ist ein geschütztes Baudenkmal.
Laut einer Inschrift am Altarbild wurde der flach gedeckte und dreiseitig geschlossene Bau von Jakob Rüber gestiftet. Auf dem westlichen Giebel befindet sich ein Dachreiter.
Das Gemälde des Altars zeigt die Fürbitte des heiligen Magnus bei Christus für den Bauern und sein Kind, das durch das Auflegen des Magnusstabes geheilt wurde.